# West Division
Honda NHL West Division, franska: Division Ouest, var en av fyra divisioner som utgjorde den nordamerikanska ishockeyligan National Hockey League (NHL) under säsongen 2020–2021 på grund av coronaviruspandemin 2019–2021. Lagen spelade 56 grundspelsmatcher vardera (sju möten mot varandra) samt två slutspelsrundor inom divisionen.
NHL hade redan använt West Division och det var mellan 1967 och 1974 på grund av att de expanderade ligan med sex nya lag 1967. År 1974 beslutade NHL att göra en större omstrukturering av ligan och införa konferenser (Clarence Campbell och Prince of Wales) och helt nya divisioner (Adams, Norris, Patrick och Smythe), vilket ledde till att West upplöstes.

## Lagen
De lag som spelade i divisionen under säsongen 2020–2021.
| Lagnamn              | Stad och delstat              | Arena och publikkapacitet       | Tidigare division | Stanley Cup-vinst(er) | General manager | Tränare       |
| -------------------- | ----------------------------- | ------------------------------- | ----------------- | --------------------- | --------------- | ------------- |
| Anaheim Ducks        | Anaheim, Kalifornien, USA     | Honda Center (17 174)           | Pacific Division  | 1                     | Bob Murray      | Dallas Eakins |
| Arizona Coyotes      | Glendale, Arizona, USA        | Gila River Arena (17 125)       | Pacific Division  | 0                     | Bill Armstrong  | Rick Tocchet  |
| Colorado Avalanche   | Denver, Colorado, USA         | Ball Arena (17 809)             | Central Division  | 2                     | Joe Sakic       | Jared Bednar  |
| Los Angeles Kings    | Los Angeles, Kalifornien, USA | Staples Center (18 230)         | Pacific Division  | 2                     | Rob Blake       | Todd McLellan |
| Minnesota Wild       | Saint Paul, Minnesota, USA    | Xcel Energy Center (17 954)     | Central Division  | 0                     | Bill Guerin     | Dean Evason   |
| San Jose Sharks      | San Jose, Kalifornien, USA    | SAP Center at San Jose (17 562) | Pacific Division  | 0                     | Doug Wilson     | Bob Boughner  |
| St. Louis Blues      | Saint Louis, Missouri, USA    | Enterprise Center (18 096)      | Central Division  | 1                     | Doug Armstrong  | Craig Berube  |
| Vegas Golden Knights | Paradise, Nevada, USA         | T-Mobile Arena (17 500)         | Pacific Division  | 0                     | Kelly McCrimmon | Peter DeBoer  |

## Historik

### Tidigare lag
De lag som har spelat i West Division.
| Lag                                                                   | Tidsperiod           |
| --------------------------------------------------------------------- | -------------------- |
| Anaheim Ducks                                                         | 2020–2021            |
| Arizona Coyotes                                                       | 2020–2021            |
| Atlanta Flames                                                        | 1972–1974            |
| California Seals/Oakland Seals/Bay Area Seals/California Golden Seals | 1967–1974            |
| Chicago Black Hawks                                                   | 1970–1974            |
| Colorado Avalanche                                                    | 2020–2021            |
| Los Angeles Kings                                                     | 1967–1974, 2020–2021 |
| Minnesota North Stars                                                 | 1970–1974            |
| Minnesota Wild                                                        | 2020–2021            |
| Philadelphia Flyers                                                   | 1967–1974            |
| Pittsburgh Penguins                                                   | 1967–1974            |
| San Jose Sharks                                                       | 2020–2021            |
| St. Louis Blues                                                       | 1967–1974, 2020–2021 |
| Vegas Golden Knights                                                  | 2020–2021            |

### Divisionsmästare
De lag som vann divisionen för varje spelad säsong.
| Säsong    | Vinnare             | Antal |
| --------- | ------------------- | ----- |
| 1967–1968 | Philadelphia Flyers | 1     |
| 1968–1969 | St. Louis Blues     | 1     |
| 1969–1970 | St. Louis Blues     | 2     |
| 1970–1971 | Chicago Black Hawks | 1     |
| 1971–1972 | Chicago Black Hawks | 2     |
| 1972–1973 | Chicago Black Hawks | 3     |
| 1973–1974 | Philadelphia Flyers | 2     |
| 2020–2021 | Colorado Avalanche  | 1     |

### Stanley Cup-mästare
De lag som spelade i West Division och vann Stanley Cup.
| Säsong    | Vinnare             | Antal |
| --------- | ------------------- | ----- |
| 1973–1974 | Philadelphia Flyers | 1     |